# Мастер ФИДЕ по шахматной композиции
Мастер ФИДЕ по шахматной композиции — звание, присваиваемое пожизненно за спортивные и творческие достижения Всемирной федерацией шахматной композиции. До 2010 года присваивалось конгрессами ФИДЕ по представлению Постоянной комиссии ФИДЕ по шахматной композиции (PCCC). Звание присваивается в двух дисциплинах — составление шахматных композиций и решение шахматных композиций. 
Право на присвоение звания по составлению получает композитор, набравший в одном или нескольких Альбомах ФИДЕ не менее 12 баллов. За каждую опубликованную в Альбоме ФИДЕ задачу присуждается 1 балл, за этюд — 1,67 балла (Тбилиси, 1975). В случае соавторства количество баллов (1 или 1,67 за задачу или этюд соответственно) делится на количество авторов и результат присуждается каждому из композиторов.
Право на присвоение звания по решению получает спортсмен, дважды выполнивший норму Мастера ФИДЕ и достигший рейтинга решателей 2350. Для выполнения нормы требуется достижение в соревновании перформанса 2450, при этом необходимо опередить хотя бы одного участника с рейтингом не ниже 2350.  
На 2019 год звание присвоено 159 композиторам (без учёта тех, кто позже получил звание международного мастера), а также 42 решателям.